# Nationalisme copte
Le nationalisme copte se réfère au nationalisme du peuple copte (en copte : ⲚⲓⲢⲉⲙ̀ⲛⲭⲏⲙⲓ ̀ⲛ̀Ⲭⲣⲏⲥⲧⲓ̀ⲁⲛⲟⲥ, Niremenkīmi Enkhristianos ; en arabe : أقباط, Aqbat), une population qui habitait principalement la région de l'Égypte moderne. Le nationalisme copte n'a pas de prétention à une nation copte, mais demande une position égale pour les Coptes en Égypte. La plupart des Coptes vivent dans le sud de l'Égypte, mais les plus grandes concentrations de Coptes vivent au Caire et à Alexandrie. Les Coptes, comme les Égyptiens, descendent des habitants pharaoniques de l'Égypte. La plupart des Coptes appartiennent à l'Église copte orthodoxe. Les Coptes représentent entre 10 à 15 % de la population égyptienne,.
Les Coptes et les musulmans égyptiens ont de nombreuses similitudes identitaires, car ils ont vécu ensemble pendant des siècles. Les relations entre Coptes et Musulmans s'assouplissent avant les années 1960, mais par la suite les tensions entre les deux groupes s'accroissent. La violence contre les Coptes s'intensifie à l'époque de Nassar, Sadate et Moubarak. Les Coptes souffrent ethniquement, politiquement et matériellement,,, et se rendent compte qu'ils doivent renforcer leurs positions à cet égard. De nombreux Coptes se réfugient aux États-Unis, ce qui affaiblit la position des Coptes restés en Égypte. Ces Coptes font encore face aujourd'hui à la critique et à la violence contre leurs églises et leurs monastères.

## Pharaonisme
Dans les années 1920, lorsque les Coptes et les Musulmans collaborent ensemble pour l'indépendance de l'Égypte, les questions d'identité égyptienne prennent de l'importance. Au début du XXe siècle, l'idéologie politique du pharaonisme réussit. L'idéologie, également connue sous le nom de « mouvement pharaonique », se penche sur le passé préislamique de l'Égypte et soutient que l'Égypte faisait partie d'une civilisation méditerranéenne plus large. De cette façon, les Coptes présentent l'Égypte comme étant plus étroitement liée à l'Europe qu'au Moyen-Orient.
Les Coptes soulignent qu'ils ont vécu en Égypte plus longtemps que les musulmans et qu'ils font donc partie intégrante de l'histoire du pays. De cette façon, cela leur donnerait une prétention à un profond héritage dans l'histoire et la culture égyptiennes. Avec le pharaonisme, les Coptes revendiquent une identité nationale profondément enracinée qui transcende l'opposition religieuse entre la majorité musulmane d'Égypte et la minorité chrétienne d'Égypte.
Le pharaonisme est largement tenu par les érudits coptes au début du XXe siècle. L'écrivain le plus célèbre du mouvement pharaonique est Taha Hussein. Mais la plupart des chercheurs d'aujourd'hui voient le pharaonisme comme un développement tardif façonné principalement par l'orientalisme occidental, et doutent de sa validité. L'un d'eux est l'archéologue canadien Michael Wood, qui soutient que le pharaonisme glorifie une période méconnue et qui manque de signes visibles pour les Égyptiens parce que la langue, la culture et l'alphabet communs de l'Égypte antique n'existent plus. Wood conclut que « le passé pharaonique, utilisé par les nationalistes égyptiens, était tout simplement le mauvais passé » à utiliser pour leur nationalisme.

## Identité copte
Au cours de la révolution égyptienne de 1919, la participation politique des coptes s'accroît, entraînant l'élection de deux Premiers ministres d'origine copte, Boutros Ghali Pacha et Youssef Wahba Pacha.